# Ялг, Мерилий
Мерилий Ялг (эст. Merilii Jalg; род. 20 сентября 2001 года) — эстонская шашистка, чемпионка Эстонии по международным шашкам (2018, 2022) и по русским шашкам (2018, 2020-2022). Участница чемпионатов Европы по международным шашкам 2018 (45 место) и 2024 (17 место). Старшая сестра шашистки Триину Ялг (род. 2005).

## Спортивная биография
На взрослом уровне выступает с 2015 года. Тренируется у Арно Уутма. Ниже приведены результаты на чемпионатах Эстонии и мира среди женщин.
2015
7-е место на чемпионате Эстонии по международным шашкам
2016
4-е место на чемпионате Эстонии по международным шашкам
4-е место на чемпионате Эстонии по русским шашкам
2017
2-е место на чемпионате Эстонии по русским шашкам
15-е место на чемпионате мира по международным шашкам.
2018
1-е место на чемпионате Эстонии по русским шашкам.
1-е место на чемпионате Эстонии по международным шашкам.
27-е место на чемпионате мира по международным шашкам (рапид).
45-е место на чемпионате Европы по международным шашкам.